# Musik um Mitternacht
Musik um Mitternacht (Originaltitel: Thanks a Million) ist ein US-amerikanischer Musicalfilm von Roy Del Ruth aus dem Jahr 1935. Der Ton von Edmund H. Hansen wurde 1936 für den Oscar nominiert.

## Handlung
Ned Allen strandet mit seiner Musical-Show in einer verschlafenen Kleinstadt. Er und seine Show versuchen sich die Zeit zu vertreiben und dem Regen zu entkommen. Dabei geraten sie in eine Wahlkampfveranstaltung von Richter Culliman, der gerne Gouverneur werden will. Sein Auftritt ist jedoch dermaßen langweilig, dass sich die Showstars anwerben lassen, um seine Tour etwas aufzupeppen.
Als jedoch Eric Land, der Crooner der Show, mehr Beifall erntet als der Richter, wird dieser entlassen. Dennoch rettet Eric die Tour später: Als der Richter eines Tages zu betrunken ist, um vor einer Menge zu sprechen, vertritt ihn Eric und rettet so die Wahlkampfveranstaltung. Er wird dann von dem Veranstalter überredet, selbst als Kandidat anzutreten. Zwar malt sich Eric kaum Chancen aus, aber er versucht die Radiozeit als Werbung für sein Singen zu benutzen. Währenddessen wird seine Freundin Sally eifersüchtig, weil Eric viel Zeit mit einer Frau seines Bosses verbringt, und verlässt ihn. Als seine Bosse ihm schließlich einen inakzeptablen Vorschlag machen, verrät er diesen live im Radio und erklärt, es wäre ein Riesenfehler, ihn zu wählen. Tatsächlich wird er jedoch zum Gouverneur gewählt und versöhnt sich auch wieder mit Sally.

## Hintergrund
Im Film treten Paul Whiteman, die Sängerin Ramona und der Geiger David Rubinoff als sie selbst auf.
Das Drehbuch stammt von Nunnally Johnson, der eine Geschichte des Produzenten Darryl F. Zanuck und Melville Crossmans bearbeitete. Zusätzliche Dialoge wurden von Fred Allen, James Gow, Edmund Gross und Harry Tugend eingearbeitet, die jedoch im Abspann nicht erwähnt werden. 1946 wurde eine Neuverfilmung unter dem Titel If I’m Lucky mit Phil Silvers und Perry Como in den Hauptrollen gedreht.